# Gartempe (Creuse)
Gartempe település Franciaországban, Creuse megyében. Lakosainak száma 113 fő (2022. január 1.). Gartempe Le Grand-Bourg, Montaigut-le-Blanc, Saint-Silvain-Montaigut és Saint-Vaury községekkel határos.

## Népesség
A település népességének változása:
| Lakosok száma | 188  | 157  | 124  | 141  | 120  | 124  | 123  | 121  | 119  | 113  |
|               | 1968 | 1982 | 1990 | 2006 | 2013 | 2015 | 2017 | 2019 | 2020 | 2022 |